# A hard rock 100 legnagyobb előadója (VH1)
A VH1 zenecsatorna készített egy összeállítást, a hard rock valaha volt 100 legnagyobb előadójáról.

## Lista
1. Led Zeppelin
2. Black Sabbath
3. Jimi Hendrix
4. AC/DC
5. Metallica
6. Nirvana
7. Van Halen
8. The Who
9. Guns N’ Roses
10. Kiss
11. Aerosmith
12. Sex Pistols
13. Queen
14. Soundgarden
15. Pink Floyd
16. Cream
17. Ramones
18. Ozzy Osbourne
19. The Clash
20. Alice Cooper[2]
21. Pearl Jam
22. Deep Purple
23. Judas Priest
24. Iron Maiden
25. Cheap Trick
26. Motörhead
27. Rush
28. Iggy Pop
29. Mötley Crüe
30. Red Hot Chili Peppers
31. The Doors
32. Def Leppard
33. Rage Against the Machine
34. Alice in Chains
35. Jane’s Addiction
36. Frank Zappa
37. The Yardbirds
38. MC5
39. Crazy Horse
40. Stone Temple Pilots[3]
41. Ted Nugent
42. The Kinks
43. Nine Inch Nails
44. ZZ Top
45. Pantera
46. Scorpions
47. Rollins Band
48. Janis Joplin
49. The Smashing Pumpkins
50. Slayer
51. Thin Lizzy
52. Faith No More
53. Korn
54. Sonic Youth
55. Blue Öyster Cult
56. White Zombie
57. Heart
58. Anthrax
59. Bad Company
60. New York Dolls[4]
61. Jethro Tull
62. Ministry
63. Boston (együttes)
64. Steppenwolf
65. The Cult
66. Joan Jett
67. The Rolling Stones
68. Hüsker Dü
69. Megadeth
70. Living Colour
71. Lynyrd Skynyrd
72. Foo Fighters
73. Twisted Sister
74. Pat Benatar
75. Spinal Tap
76. Hole
77. Marilyn Manson
78. Ratt
79. Green Day[5]
80. Pixies
81. Queensrÿche
82. King’s X
83. UFO
84. Whitesnake
85. Foreigner
86. King Crimson
87. Tool
88. Lita Ford
89. Rainbow
90. The Misfits
91. The Black Crowes
92. Lenny Kravitz
93. Yes
94. Fugazi
95. Meat Loaf
96. Primus
97. Mountain
98. Bad Brains
99. Quiet Riot[6]